# Pasillo (arquitectura)

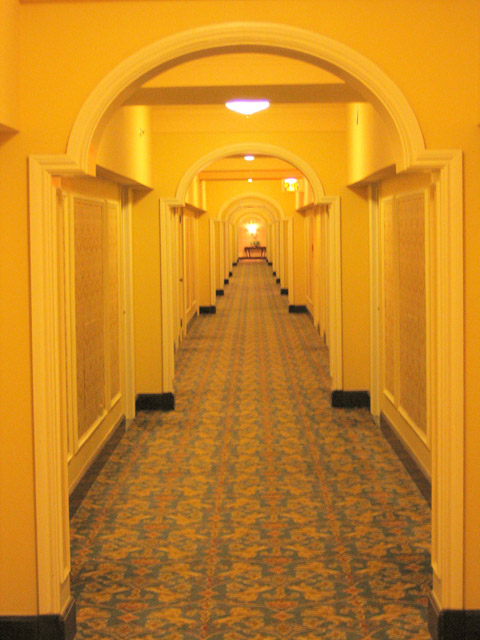
Pasillo

En los edificios, se llama pasillo (o también corredor) a los espacios cuya función principal es la circulación, y sirven para comunicar diferentes habitaciones o estancias, o incluso diferentes elementos en una misma estancia. Por su naturaleza, los pasillos suelen tener una dimensión marcadamente más larga, correspondiente con el sentido de la circulación, y una más corta. Cuando la proporción entre largo y ancho no es tan acusada, el pasillo pasa a denominarse "hall", y puede albergar otros usos específicos, habitualmente como zona de espera...
Los pasillos son comunes en viviendas, en donde dan acceso desde el vestíbulo o el salón a las habitaciones interiores. Con propósitos similares también existen pasillos en otros edificios como oficinas, hoteles, centros educativos, centros de salud, etc. 

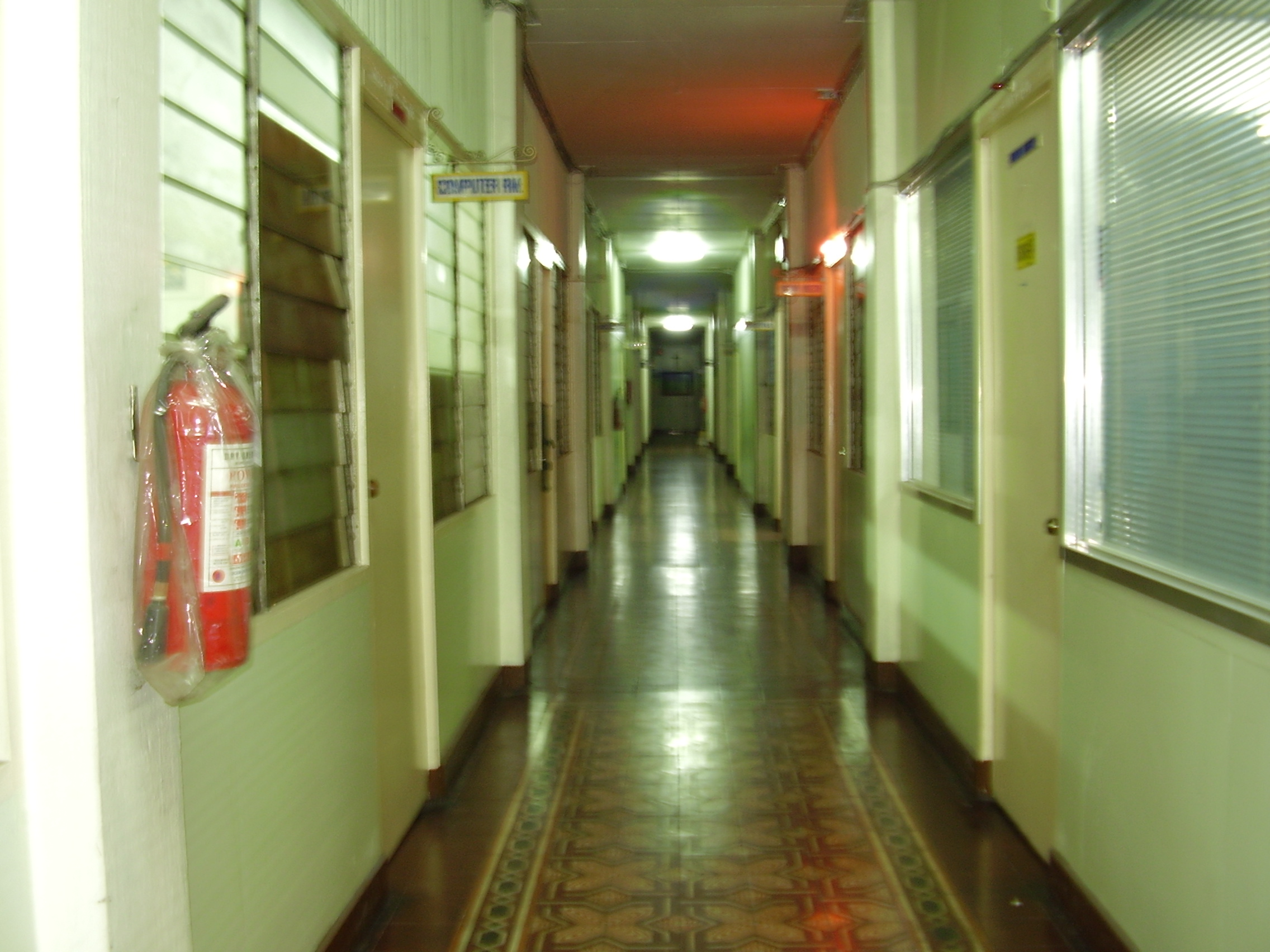
Pasillo

Los pasillos se encuentran en tiendas, almacenes y fábricas, en donde tienen estanterías a ambos lados. En almacenes y fábricas los pasillos pueden consistir en paletas del almacenaje y en fábricas los pasillos pueden separar áreas de trabajo. En los gimnasios, los equipos de ejercicio se disponen normalmente en pasillos.
En las viviendas actuales los pasillos suelen tener una anchura de 80 cm a 100 cm y su longitud depende tanto del tamaño de la casa como de la distribución de sus habitaciones. El pasillo suele ser una zona interior por lo que es importante que tenga una buena iluminación. Debido a sus reducidas dimensiones no admite mucho mobiliario, aunque puede alojar mesas o sillas pequeñas, aparadores o estanterías, así como diversos ornamentos tales como cuadros, etc.

## Otros pasillos

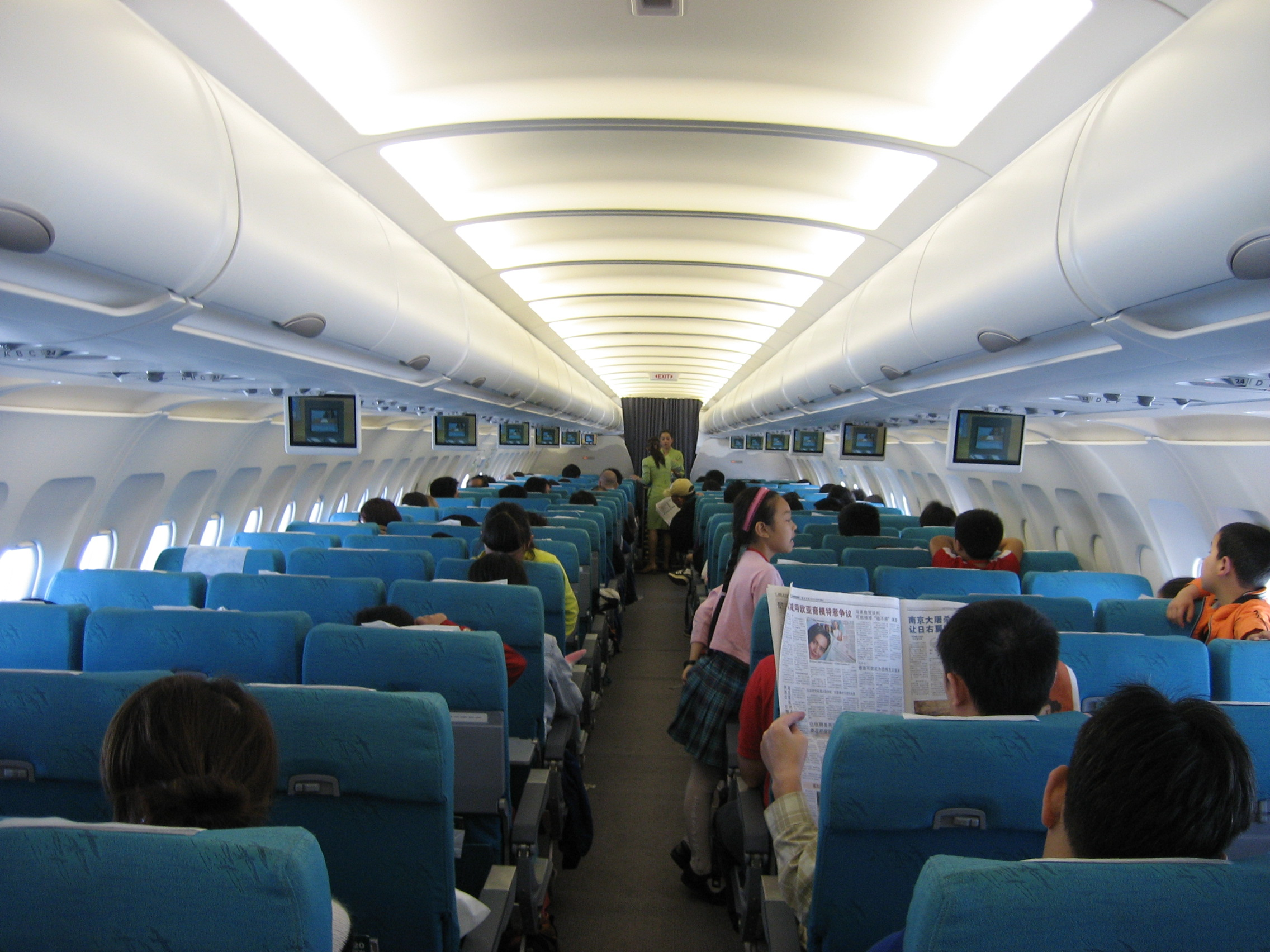
Pasillo entre los asientos de un A-320

El término pasillo se aplica también a los corredores estrechos de transportes y otros centros y establecimientos. 
- Se llama pasillo al corredor que comunican las filas de asientos en diferentes medios de transporte: trenes, aviones, autobuses, etc. En este caso, es posible que a la hora de sacar el billete se pueda escoger entre ventana o pasillo.
- También se llama pasillo a los accesos que se encuentran en estadios deportivos o en salas de teatro, cine, conferencias, etc. En el caso de salas de teatro y similares es habitual que se distinga entre pasillo central, el que discurre por el centro y tiene mayor anchura, y pasillos laterales que son los auxiliares que discurren por los laterales.
- Se llama también pasillo a las vías de circulación que se encuentran en el interior de los establecimientos comerciales. Se distinguen los siguientes tipos:
  - Pasillos de aspiración. Es el pasillo de mayor anchura que conecta la entrada de la tienda con el fondo del establecimiento. Sirve para facilitar el acceso de los compradores hasta los productos más alejados de la tienda. Comunica los pasillos transversales que conecta las diversas secciones del supermercado. Solo se dan en los establecimientos de tamaño mediano o grande. En las tiendas pequeñas su función es ejercida por los pasillos principales.Pasillo de un supermercado

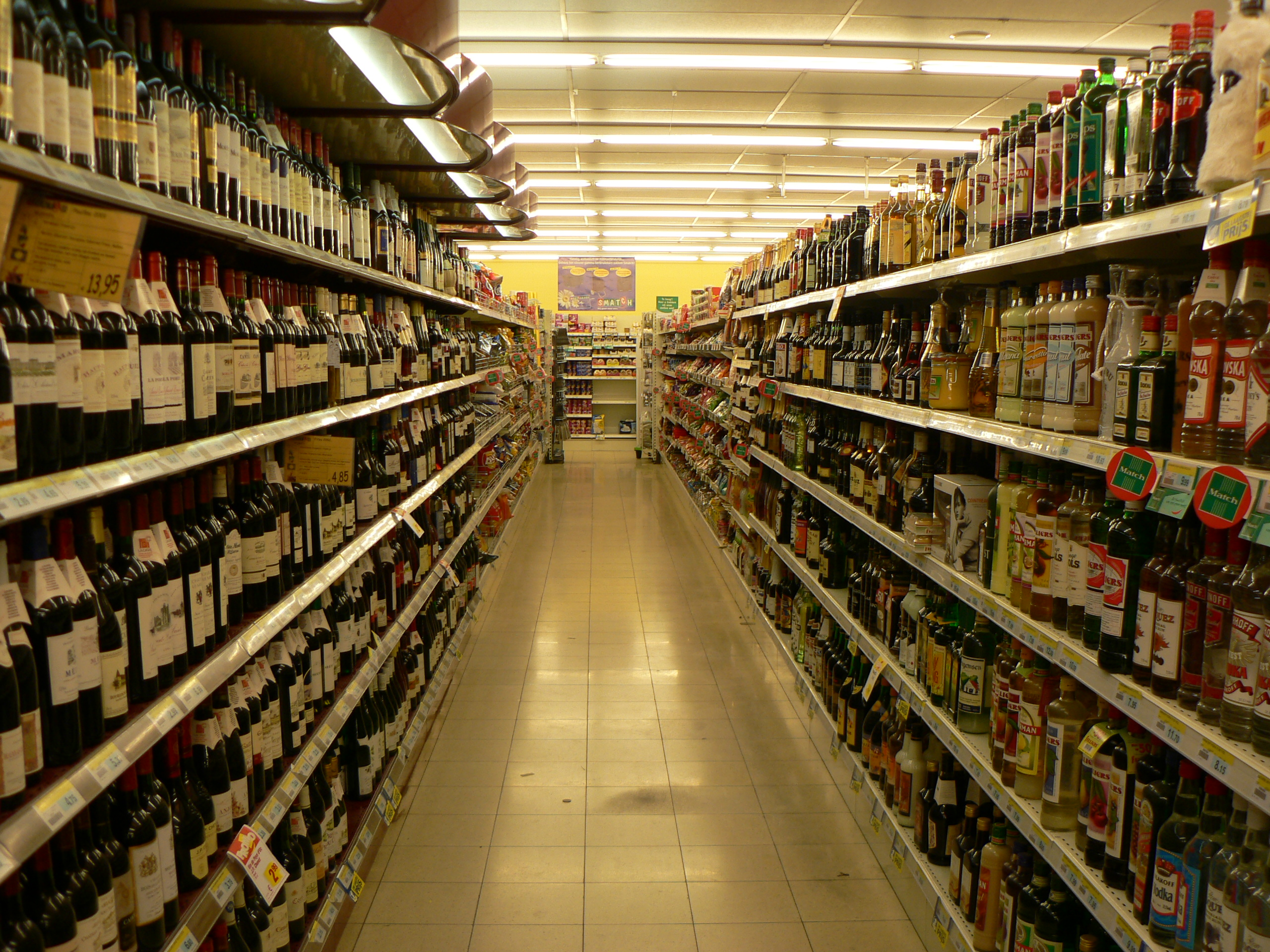
Pasillo de un supermercado

  - Pasillos principales. Son pasillos perpendiculares al de aspiración que comunica diferentes secciones del establecimiento.
  - Pasillos de acceso. Son los más estrechos y cortos.Son perpendiculares al pasilo principal y conducen al consumidor hasta el punto de compra.[1]

## Curiosidades
Hacer el pasillo es un gesto por el cual los jugadores de un equipo de fútbol, baloncesto u otro deporte se colocan en dos filas a la puerta de acceso al campo para que los del equipo contrario pasen por en medio mientras les aplauden. Se considera un acto de homenaje que se profesa al equipo que acaba de ganar la liga u otra competición deportiva. Es típico en la liga española.